# آبسه دندان
پیلهٔ دندان یا آبسهٔ دندان چرک‌هایی است که در ریشهٔ دندان جمع شده و باعث عفونی شدن آن می‌شود و ممکن است در صورت درمان نشدن به موقع به تدریج به فضاهای عمقی مانند فضاهای اطراف حلق، مجاری تنفسی و حتی اطراف مغز راه پیدا کند و موجب انسداد راه‌های تنفسی، درگیری مغز و مننژیت (التهاب پرده مغز) و درگیری خون و حتی مرگ شوند.
درد شدید دندان در هنگام آبسه را می‌توان چنین توضیح داد: ورود میکروب‌ها به مغز دندان (پالپ دندان) باعث ایجاد التهاب در پالپ شده و این التهاب باعث افزایش حجم پالپ می‌شود. با توجه به این‌که پالپ دندان در یک محفظهٔ بسته واقع شده، باعث افزایش شدید فشار داخلی آن می‌شود. این افزایش فشار، منجر به فشار آمدن به پایانه‌های عصبی دندان شده و درد دندان شروع می‌شود.

## آبسهٔ حاد و مزمن اپیکال
- آبسهٔ حاد اپیکال: یک آبسهٔ دردناک و چرکی اطراف نوک ریشهٔ دندان است. منشأ آن مرگ پالپ دندان است. در رادیوگرافی علائم اندکی نشان می‌دهد.
- آبسهٔ مزمن اپیکال: همراه با یک مجراست و درد ندارد. منشأ آن مرگ پالپ است و در رادیوگرافی تحلیل استخوان در نوک ریشه را نشان می‌دهد.[۴]

## علائم آبسهٔ دندان
علائم و نشانه‌های آبسهٔ دندان عبارت‌اند از:
- دندان‌درد شدید، مداوم و ضربان‌دار که می‌تواند در استخوان فک، گردن یا گوش احساس شود.
- حساسیت به گرما و سرما
- احساس فشار بر لثه و موضع آبسه حین جویدن یا گاز گرفتن غذا
- تب
- ورم در صورت یا گونه
- نرم و متورم شدن گره‌های لنفاوی زیر فک یا گردن
- خروج ناگهانی مایعات بدبو و بدمزه در دهان در صورت پارگی آبسه
- مشکل در تنفس یا بلعیدن